# Walter Hieber
Walter Hieber (Stoccarda, 18 dicembre 1895 – Monaco di Baviera, 29 novembre 1976) è stato un chimico tedesco.
Suo padre, Johannes Hieber, era un politico che ricoprì diverse importanti cariche istituzionali. Dopo essersi laureato nel 1924 a Tubinga si unì al suo insegnante a Würzburg. Ottenuta l'abilitazione insegnò ad Heidelberg e nel 1935 divenne direttore dell'Istituto di Chimica-Inorganica all'Università Tecnica di Monaco. Hieber è il fondatore della moderna chimica dei metallocarbonili. Tra le sue scoperte si annoverano i metallocarbonilidruri come H2Fe(CO)4 o HMn(CO)5, il riconoscimento delle reazioni fondamentali a cui partecipano i metallocarbonili e inoltre diede un contributo fondamentale alla sintesi di molti cluster metallocarbonilici, complessi che contengono un legame metallo-metallo, come ad esempio Re2(CO)10.
Molti suoi allievi divennero più tardi degli importanti cattedratici, tra i quali spicca il premio Nobel Ernst Otto Fischer.